# Franck Riester
Franck Riester (Parigi, 3 gennaio 1974) è un politico francese, ministro della Cultura del Governo Philippe  dal 16 ottobre 2018. Il 6 luglio 2020 è stato nominato segretario di Stato all'economia, con delega al commercio estero e all'attrattività, del Governo Castex, sotto la presidenza di Emmanuel Macron.